# BioWare
BioWare este un dezvoltator de jocuri video canadian cu sediul în Edmonton, Alberta. A fost fondat în 1995 de proaspăt absolvenții medical doctors Ray Muzyka, Greg Zeschuk și Augustine Yip. Din 2007, compania este deținută de editorul american Electronic Arts.
BioWare se specializează în jocuri video de rol, și a obținut recunoaștere pentru dezvoltarea unor francize licențiate foarte apreciate și de succes: Baldur's Gate, Neverwinter Nights, și Star Wars: Knights of the Old Republic. Ei au continuat să creeze alte câteva jocuri de succes bazate pe proprietăți intelectuale originale: Jade Empire, seria Mass Effect și seria Dragon Age. În 2011, BioWare și-a lansat primul joc de rol cu multiplayer online în masă (MMORPG), Star Wars: The Old Republic.

## Subsidiare
- BioWare Austin

### Foste
- BioWare Montreal
- BioWare San Francisco
- BioWare Mythic
- Victory Games
- Waystone Games
- BioWare Sacramento

## Jocuri BioWare
- Shattered Steel (1996)
- Baldur's Gate (1998)
- MDK2 (2000)
- Baldur's Gate II: Shadows of Amn (2000)
- Neverwinter Nights (2002)
- Star Wars: Knights of the Old Republic (2002)
- Jade Empire (2005)
- Mass Effect (2007)
- Sonic Chronicles: The Dark Brotherhood (2008)
- Mass Effect Galaxy (2009)
- Dragon Age: Origins (2009)
- Mass Effect 2 (2010)
- Dragon Age II (2011)
- Dragon Age Legends (2011)
- Star Wars: The Old Republic (2011)
- Mass Effect 3 (2013)
- Warhammer Online: Wrath of Heroes (2013) (anulat)[3]
- Command & Conquer: Generals 2 (2013) (anulat)[4]
- Shadow Realms (2015) (anulat)[5]
- Mass Effect: Andromeda (2017)
- Anthem (2019)
- Mass Effect: Legendary Edition (2021)
- Dragon Age: The Veilguard (2024)
- New Mass Effect  (anunțat)